# Ейстейн Гальвданссон
Ейстейн Гальвданссон (давньоскан. Eysteinn Hálfdansson) — напівлегендарний конунг Вестфоллу і Румеріке з роду Інглінгів.

## Родовід
- Олав Лісоруб, конунг Вермланду
  -  Гальвдан Біла Кістка, конунг Солеяру, Вестфоллу, Гедмарку, Румеріке і Вестфоллу
    -  Ейстейн Гальвданссон, конуґ Вестфоллу і Румеріке
      -  Гальвдан Щедрий на Золото, але Скнарий на Їжу, конунг Вестфоллу і Румеріке
        -  Гудрьод Мисливець, конунг Вестфоллу

    -  Гудрьод, конунг Гедмарку

## Життєпис
Всі відомості про життя Ейстейна зібрані в «Колі Земному», в «Сазі про Інглінгів» ісландського скальда Сноррі Стурлусона.
Його батьком був Гальвдан Олавсон, а матір'ю — Оса Ейнсдоттір, чиїм татом був Ейстейн Суровий, конунг Гедмарку. Також мав брата Гудрьода, який наслідував Гедмарк.
Після батька Ейстейн наслідував в Румеріке. Його дружиною була Гільда Ейріксдоттір, єдина дочка Ейріка Аґнарсона, який помер ще за життя Гальвдана Білої Кістки. Як чоловік спадкоємиці, Ейстейн отримав Вестфолл.
В подружжя народився син Гальвдан, який згодом отримав цікаве прізвисько «Щедрий на Золото, але Скнарий на Їжу»: його придворні отримували стільки золота, скільки в інших отримували срібла, але жили надголодь. Його було поховано поряд з батьком в Борре.
Сноррі наводить цікаві обставини смерті Ейстейна. Він відправився з кількома кораблями задля грабунку до Рюґе, що знаходиться на протилежному від Вестфоллу березі. Конунга тої землі звали Скьольд, як зазначає скальд, він був неабияким ворожбитом. Коли Ейстейн вже відплив, Скьольд ще бачив його вітрила. Він розгорнув плащ і дунув у нього. Конунг тим часом плив поряд з іншим кораблем, сидячи у руля. Раптом наринула хвиля і рея другого корабля штовхнула Ейстейна, викинувши його за борт, у воді він не врятувався. Згодом його люди виловили труп і поховали в кургані в Борре, в Вестфоллі, в сучасному Гортені.
Сноррі приводить рядки Тьодольва з Квінна про це (в перекладі норвезькою Ґустава Шторма, оригінал у виносках в кінці):

Øistein sank

for seilbommen

til Byleists

broder-datter

og nu hviler

under haug af stener

paa Radens kant

kjæmpers høvding,

der hvor nær kongen

kommer den iskolde

Vadle-strøm

til gautske vig.